# キングダムサーガ
『キングダムサーガ』は日本のガマニアデジタルエンターテインメントが開発したMMOブラウザゲーム。ガマニアデジタルエンターテインメントによるブラウザゲーム参入の第一弾であり、トラビアンのゲームデザインがベースとなっている。専用クライアントソフトのダウンロードは不要であり、ブラウザのみでプレイが可能。モバイル接続についてはβサービスを行っていた。2012年12月13日にサービスを終了させた。

## ストーリー
はるか過去の時代、舞台となる大陸は「闇の王」の恐怖に支配されていた。長らく続いた闇の王の君臨。だが、人間、ドワーフ、エルフの三種族と、それらを率いる「光の女王」が立ち向かい、激戦の末、ついに闇の王は封印された。解放戦争を勝利で終えた光の女王たちだったが、その封印の余波によって大陸は中央に十字に「封印の壁」が立つことより四つに分断され、四地域は隔絶されてしまう。交流を断たれた四つの地域はそれぞれ勢力が起こることになり、光の女王の系譜を受け継ぐ四王国が成立した。
それから、かつての解放戦争が歴史から神話になるほどの平穏が続いた。現在では、封印の壁を誰が作ったのか、そしてその存在理由について知る人もほとんどいない。そのため、それぞれの王国の住民にとって、壁の崩壊は交流の再開を意味するものでしかなかった。封印の壁の崩壊。その意味するところを知る者はまだいない。

## 概要
通常のブラウザゲームでは個人戦かギルド単位での戦争がメインであったが、今作では勢力単位でのスケールの大きな総力戦が意図されている。
プレイヤーは「領主」となり、ファンタジー世界をモチーフとしたキングダムサーガの世界で四つの勢力（ヴァーレンハイト王国、ユニクの庭、ジァー神聖連合、サーディス商王国）のどれかに所属して勢力の拡大を目指す。四つの勢力にはそれぞれ女王が存在している。次にプレイヤーは生産能力、建築施設に特徴を有する三種類（人間、ドワーフ、エルフ）からプレイする種族を選択する。また、領地の初期配置エリアも選択可能で、「四つの王国がせめぎあう中央地域、封印の壁に沿って配置される両翼地域、敵勢力と接しない後方地域」の三つの傾向を選択できる。プレイヤーは自らの領地を開発し、開拓や他プレイヤーの領地を占領して勢力を拡大させていく。最終目標は所属する国家の勝利であるが、そこに到るまでゲームは三つのステージに分かれている。
- 育成の時代

封印の壁に遮られた中で都市の育成、プレイヤー間の同盟形成や、国内での抗争のための期間。封印の壁があるため、他勢力との接触は一切不可能。
- 封印の壁崩壊の時代

イベント後に勢力を隔てる封印の壁が崩壊し、勢力間の争いが始まる。
- 勢力戦争の時代

詳細は2010年8月の時点では不明。

## システム
リアルタイム制で、ログインをしていなくても時間は経過する。2010年8月現在、サーバーは第一サーバーと第二サーバーが設置されており、それぞれ「ワールド1」「ワールド2」という名称。ワールド1は2010年5月26日から稼働し、ワールド2は2010年6月23日から稼働している。一つのワールドに同一人物が複数アカウントでプレイすることは禁止されている。
ゲームを開始すると、選択エリアによって自動的に「前線」「両翼」「後方」に分けられた初心者ギルドのどれかに所属することになる。序盤からいくつかクエストが用意されており、チュートリアルの役目を果たしている。
フィールド(世界マップ)は560*560マスの広さがあり、最初は封印の壁が十字にあって四地域に分断されている。全体マップにはプレイヤーの領地、空き地の他、プレイヤーの資源の生産にボーナスを与える自然地が存在しているが、占拠には後述のマスターが必要である他、自然地にはモンスターが配置されている。最初にプレイヤーに与えられる領地は「保護領」となっており、他プレイヤーからの攻撃を一切受けない代わり、得られる資源が少なく、建てられる施設も制限される。二つ目の領地からは通常領地となり、他のプレイヤーからの攻撃を受けるが、資源生産及び施設の制限は一切なくなる。

## 勢力
ヴァーレンハイト王国(女王、アリシア・ヴェーリム)
闇の王に最後の一撃を与えた騎士を祖とする武闘派の国家。名誉と勝利を重んじる国民性で、その女王、アリシア・ヴェーリムもまた武芸に秀でている。19歳でありながらすでに幾度も決闘や戦争に身を投じ、いずれも無敗。性格はワガママとプライドが満載で、火のような性格と行動力を発揮するものの、基本的には人間味のあふれる性格で国民から高い支持を受けている。
- 選択するとマップの北西部に配置される。
- 勢力のカラーは赤。

ユニクの庭(女王、フィリン・ユニク・ストラディウス)
名の由来は、国の祖が蒼龍と呼ばれるこの地の龍ユニクと婚姻を結んだため。その血を受け継ぐ歴代の女王は高い知性と身体能力を有しており、現女王フィリン・ユニク・ストラディウスはその中でも特にユニクの特徴である力と知性、容貌を色濃く受け継ぐ。国民性は質実剛健で、彼女の性格もまた輪をかけて面白みのない性格。笑顔もほとんど見た者がない程で、すでに取っ付きにくい領域に達している。それだけに内部腐敗に厳しく、道理を伴った統治で国を守る。
- 選択するとマップの北東部に配置される。
- 勢力のカラーは青。

ジァー神聖連合(女王、ミーティア・リレンリレン)
理想郷を目指すジァー教が国の柱の宗教国家だが、教義は自然との調和を第一に上げており、そのためか国民性は非常に穏当。その静かな国の女王は、神聖連合でも初めてとなるエルフ族のミーティア・リレンリレン。女王の中でも最も幼い容姿をしており、浮世離れした性格と丁寧な言葉遣いは周囲に安らぎを与える。若干空気の読めないところも。ただし、霊力の高さをもって女王に就任しただけに天災の存在を予知し、国内にその対策を呼びかけている。
- 選択するとマップの南西部に配置される。
- 勢力のカラーは緑。

サーディス商王国(女王、カディエ・ジェインラルド)
「魔法共産主義」という独特国家体制をとっており、魔法共産主義が共有しているものは経済ではなく国民の魂。魔女でもあるカディエ・ジェインラルドが女王として『中央委員会』を通じて民衆を指導し、国民に悪魔に魂の分割払いを契約させている。その代償として、国民の生活は厚く保護され、国の豊かさもかつてないほどに高まっている。また、魂の一部が共有されているために国民の団結力はかなり強固だが、それだけに排他性も高い。
- 選択するとマップの南東部に配置される。
- 勢力のカラーは黒。

### 種族
人間
三つの種族の中では、最もユニットのバランスがとれている。種族の特殊建設は「催事場」で、領地を増やすのに必要な「発展度」を効果的に高める。
エルフ
精霊との調和によってもたらされた兵器に秀でている。敵兵士を捕らえるトラップ機能をもつ、唯一の施設「エルフの聖域」を建設できる。
ドワーフ
元来、強靭な肉体を持つ種族だけに早く兵士の訓練を終えることができる。兵器の攻撃に対しては「建築研究所」で耐久度を増して対抗する。

## 兵種
マスター
生産施設：特殊訓練所
歩兵と騎兵のうち、一名を選抜した指導者ユニット。経験点を得てレベルアップすると、資源の生産増加や攻撃力の上昇などの効果が得られる。自然地の占拠にも必要。
歩兵
生産施設：歩兵舎、大歩兵舎
偵察兵
生産施設：歩兵舎、大歩兵舎
騎兵
生産施設：騎兵舎、大騎兵舎
攻城兵器
製造施設：兵器製造所
貴族
必須施設：官邸もしくは宮殿
冒険者
必須施設：官邸もしくは宮殿
モンスター
生息場所：非占拠の自然地
闇の勢力
現在未実装

## 新規領地開拓、占領
最初はひとつの領地からスタートし、それ以降領地を増やしていく事となる（最後まで初期領地のみの人もいる）。
領地を増やす具体的な方法としては、二つやり方がある。
1. 開拓
空いているマスに新規に領地を作る方法。冒険者を三人訓練し、各資源750ずつを持たせて空いているマスに送る。到着後自動で新しい領地が作られる。
なお、新規に開拓された領地は最初は「新しい領地」という名前になっている。
  - 訓練必須施設
    - 官邸Lv.10/20
    - 宮殿Lv.10/15/20

  - 研究必須施設
    - なし
2. 占領
すでに存在する領地を占領し、自分の領地にしてしまう方法。貴族を訓練し、官邸/宮殿がない状態の領地へ通常攻撃として送る事により相手の領地の忠誠心が下がって行き、0%になった時にその領地が自分の領地となる。

注意
官邸や宮殿があると占領出来ない。また、貴族は学院で研究してから訓練する必要がある。
- 訓練必須施設：
  - 官邸Lv.10/20
  - 宮殿Lv.10/15/20

- 研究必須施設：
  - 学院Lv.20
  - 指令所Lv.10

### 資源
木材・石材・鉄・食糧の4種類があり、ゲーム内の徴兵、建設といった全般の行動に使用する。資源タイルには森林、石山、鉄鉱、草原、平地と開発不可の六種類があり、それぞれ最大レベルは下記のとおりとなる。(宮殿を建築して首都化すれば、初期都市以外は最大レベルがそれぞれ2倍となる)
| 木材 | 石材 | 鉄材 | 食料 | 資源地   |
| ---- | ---- | ---- | ---- | -------- |
| 10   | 6    | 4    | 2    | 森林     |
| 6    | 10   | 4    | 2    | 石山     |
| 2    | 4    | 10   | 6    | 鉄鉱     |
| 6    | 2    | 6    | 10   | 草原     |
| 6    | 6    | 6    | 6    | 平地     |
| 0    | 0    | 0    | 0    | 開発不可 |

資源は領地図の9*9マスに配置されている資源地を開発することで増産できるが、領地ごとに資源タイルの数は決められており(初期領地で28、通常領地で計36)、組みあわせについては下記のとおりいくつか種類があり、都市の特色がでる。
| 森林 | 石山 | 鉄鉱 | 草原 | 平地 | 備考     |
| ---- | ---- | ---- | ---- | ---- | -------- |
| 4    | 4    | 4    | 4    | 12   | 初期領地 |
| 12   | 5    | 5    | 10   | 4    | 森林都市 |
| 5    | 12   | 5    | 10   | 4    | 石山都市 |
| 5    | 5    | 12   | 10   | 4    | 鉄鉱都市 |
| 5    | 5    | 5    | 10   | 11   | 平地都市 |
| 5    | 5    | 5    | 18   | 4    | 中農場   |
| 3    | 3    | 3    | 24   | 3    | 大農場   |

資源は直接開発する以外にも都市で製材所などの関連施設をつくることで5%ずつ、最大25%まで上昇可能。さらに全体マップに点在する自然地を占拠することで、自然地に割り振られた25%から50%までのボーナスを追加できる。

### 自然地
フィールド上には領地開拓可能な空きスペース以外に、獲得時に特定の資源の生産量を増加させる自然地が設置されている。それぞれ特定の資源をひとつにつき25%から50%上昇させる。また、自然地は領地の周囲4マスの範囲しか獲得できず、効果も獲得したその領地にしか効果がない（同じプレーヤーの他の領地にも影響がない）。そして自然地の占拠には特定レベルの特殊訓練所が必要である。

### 無占拠の自然地
自然地は無占拠時は自然の兵（モンスター）がいて自然地を守っている。モンスターの数は放っておくと増加し、その上限は自然地の効果(%)に比例する。また、無占拠時の自然地には強襲攻撃しか行えない。

### 自然地の占拠の方法
自然地は1領地につき3つまでしか占拠、所有することができない。
無占拠の自然地
無占拠の自然地を占拠するには、マスターを含んだ攻撃で自然地に存在するモンスターを0にすれば占拠完了となる。
占拠中の自然地
占拠中の自然地を自分のオアシスとして再占拠する場合、マスターを含む攻撃で特定回数オアシスを攻撃し、忠誠心を下げることにより獲得可能である。

### 自然地占拠に必要な特殊訓練所のレベル
- 自然地1つ獲得：Lv.10
- 自然地2つ獲得：Lv.15
- 自然地3つ獲得：Lv.20

## 建物
- 領主の館：それぞれの領地に必ず建てる必要がある建物。（初期領地・開拓した領地には最初からレベル1の領主の館が建っている）建造速度を速める効果がある。 すでに建築した建物を解体することもできる。。
- 資材庫：木・石・鉄を貯蔵するための建物。
- 穀物粉：食料を貯蔵するための建物。
- 地下倉庫：領地を襲撃された際に隠し倉庫の容量分だけ確保できる。エルフは人間とドワーフに比べてより多くの資源を隠せる。
- ギルド館：ギルドに入るために必要な建物。レベル3になると自分で同盟を作ることができるようになる。
- 指令所：兵士状況の確認や出兵に必要な建物。レベルが上がれば攻城兵器で攻撃する建物や資源地を選択できるようになる。
- 市場：他の領地と資源交易や輸送を行うために必要な建物。レベルはそのまま商人の人数となる。種族によって商人の積載容量と移動速度が異なる。
  - 人間 800個/30マス
  - エルフ 650個/38マス
  - ドワーフ 1,000個/26マス
- 貿易施設：輸送できる資源の量を増やす。
- 歩兵舎：歩兵系ユニットの生産ができる建物。
- 騎兵舎：騎乗系ユニットの生産ができる建物。
- 大歩兵舎：歩兵系ユニットの生産ができる建物。歩兵舎と平行できるが訓練コストが高い。
- 大騎兵舎：騎乗系ユニットの生産ができる建物。騎兵舎と平行できるが訓練コストが高い。
- 兵器製造所：攻城兵器の生産ができる建物。
- 学院：各種ユニットを生産可能にするために必要な建物。
- 武器工房：各種ユニットの攻撃力を上げることができる建物。上限は鍛冶場のレベルに等しい。
- 防具工房：各種ユニットの防御力を上げることができる建物。上限は防具工場のレベルに等しい。
- 宮殿：その領地を首都として定めることができる建物。自身が所有する領地のうちいずれか1箇所にしか建てられず、官邸と一緒に建てられない。
- 官邸：この建物がある限り征服を阻止できる建物。宮殿と一緒に建てられない。
- 防壁：レベルを上げるほどに防御ボーナスが発生する。
- 製材所、石工所、製鉄所、製粉所：それぞれ、木、石、鉄、食料の生産にボーナスを加える。
- 食品工場：製粉所が最高レベルになれば建設可能。さらに食料の生産ボーナスを加える。
- 催事場：人間のみ建設可能。都市の発展度を高める。
- エルフの聖域：エルフのみ建設可能。都市に攻めて来た敵を最大600人まで捕獲するトラップ施設。
- 建築研究所：ドワーフのみ建設可能。都市の建築物の強度を増加する。

## 歴史
- 2010年3月18日 - クローズドβテスト開始(約1000名)。4月1日終了。
- 2010年5月13日 - プレオープンβテスト開始(約5000名)。5月21日終了。
- 2010年5月26日 - オープンβテスト開始。第一サーバー「ワールド1」開設。

オープンβテスト時に作成されたキャラクターは正式サービス開始後もそのまま使用できる
- 2010年6月23日 - 正式サービス開始。第二サーバー「ワールド2」開設。
- 2012年12月13日 - サービス終了。全サーバー閉鎖。

## スタッフ
メインスタッフ
- キャラクターデザイン：Qni